# Грб Пљеваља
Грб општине Пљевља је званични грб црногорске општине Пљевља.

## Опис грба
Грб Пљеваља је „шпицастог“ облика (пегла облик) на коме се налази бијели обрис на плавој подлози. На дну штита на грбу се налазе три линије, које симболизују три ријеке које протичу кроз град: Брезница, Ћехотина и Везишница. Са горње линије, све до врха штита, се диже цртеж торња, који представља прву сахат-кулу у центру града. У позади ове куле је цртеж градске вијећнице, а у средини грба и највећи лучни мост преко ријеке Таре који повезује општину Пљевља са остатком Црне Горе.
Руб грба је додатно означен бијелом, а затим и црвеном бојом, што уз плаву треба да симболизује пан-словенски састав становништва у општини.